# Bangil
Bangil är en stad och ett distrikt (kecamatan) i Indonesien.   Det ligger i provinsen Jawa Timur, i den västra delen av landet, 700 km öster om huvudstaden Jakarta.